# Gimel Lewis
Gimel Joseph Lewis (Arima, Trinidad y Tobago, 27 de octubre de 1982), conocido como Gimel Lewis, es un jugador profesional de baloncesto de Trinidad.

## Historial
Aunque comenzó jugando en su país, en el Maloney Pacers, y luego en el equipo de la Universidad de Mobile, en Estados Unidos, la mayor parte de la carrera de Lewis ha transcurrido en España, adonde llegó en 2005 para jugar en el Ciudad de La Laguna.
La temporada 2009/10 firmó por el Faymasa Palencia, recién ascendido a la liga LEB Oro.
Es un jugador con un gran poderío físico y buena capacidad reboteadora. La temporada 2008/09 promedió 7,9 puntos, 5,5 rebotes y 1,1 tapones por encuentro.

## Carrera
- 2002/03  Maloney Pacers
- 2003/05  Mobile Rams
- 2005/06  Ciudad de La Laguna
- 2006/07  Alerta Cantabria
- 2007/08  Tenerife Rural
- 2008/09  Plus Pujol Lleida
- 2009/10  Faymasa Palencia

## Títulos
Plus Pujol Lleida
- Campeón de la Liga Catalana LEB: 1
  - 2008